# Advance (Missouri)
Advance és una població dels Estats Units a l'estat de Missouri. Segons el cens del 2000 tenia 1.244 habitants.

## Demografia
Segons el cens del 2000, Advance tenia 1.244 habitants, 544 habitatges, i 348 famílies. La densitat de població era de 552,1 habitants per km².
Dels 544 habitatges en un 25,4% hi vivien nens de menys de 18 anys, en un 49,4% hi vivien parelles casades, en un 11,2% dones solteres, i en un 36% no eren unitats familiars. En el 34,6% dels habitatges hi vivien persones soles el 24,1% de les quals corresponia a persones de 65 anys o més que vivien soles. El nombre mitjà de persones vivint en cada habitatge era de 2,2 i el nombre mitjà de persones que vivien en cada família era de 2,8.
Per edats la població es repartia de la següent manera: un 19,6% tenia menys de 18 anys, un 8,5% entre 18 i 24, un 23,2% entre 25 i 44, un 22,2% de 45 a 60 i un 26,5% 65 anys o més.
L'edat mediana era de 44 anys. Per cada 100 dones de 18 o més anys hi havia 69,2 homes.
La renda mediana per habitatge era de 27.734 $ i la renda mediana per família de 38.167 $. Els homes tenien una renda mediana de 27.833 $ mentre que les dones 19.702 $. La renda per capita de la població era de 15.036 $. Entorn del 8,1% de les famílies i el 12,9% de la població estaven per davall del llindar de pobresa.

## Poblacions més properes
El següent diagrama mostra les poblacions més properes.